# Jared French
Jared Blanford French, född 4 februari 1905 i Ossining, död 8 januari 1988 i Rom,  var en amerikansk konstnär som specialiserade sig på äggtempera, han arbetade mest i den konststil som kallas magisk realism.
Frenchs tidiga målningar är lätt kusliga, färgglada tablåer av stilla, tysta figurer, med drag av arkaiska grekiska statyer. 
1937 gifte sig French med Margaret Hoening , också konstnär. Under de kommande åren bildade de med vännen och konstnären Paul Cadmus , ett fotografiskt kollektiv kallat  PaJaMa "Paul, Jared, Margaret  . Vid havet på stränderna mellan Provincetown, Truro, Fire Island och New York, iscensatte de olika svartvita fotografier av sig själva med sina vänner, både nakna och klädda. De flesta av dessa vänner var bland New Yorks unga konstnärer, dansare och författare, och de flesta var vackra och gay.  1938 poserade French och Cadmus för en serie erotiska fotografier för den kända fotografen George Platt Lynes. 
Senare på 1940-talet bildade French och hans fru ett komplicerat förhållande med Cadmus, och Cadmus dåvarande älskare, konstnären George Tooker. . 
Jared Frechs senare verk visar konstiga, färgstarka, suggestiva organiska former. Jungiansk psykologi tros ha haft ett viktigt inflytande på det drömlika bildspråket i Frenchs senare målningarna. French själv var aldrig explicit om källorna till sitt bildspråk, och gjorde vid tillfälle bara ett kort, offentligt uttalande om sina avsikter: "Mitt arbete handlar om representationen av olika aspekter av människan och hennes universum". 
French dog i Rom 1988, och många av hans målningar finns kvar hos hans vän där, Roberto Gianatta.